# Dislocation mystérieuse
Dislocation mystérieuse er en fransk stumfilm fra 1901 af Georges Méliès.